# 조쿠베쓰역
조쿠베쓰역(일본어: 直別駅)은 일본 홋카이도 구시로시에 있는 홋카이도 여객철도의 역이었다. 역 번호는 K43이며, 상대식 승강장 2면 2선의 구조를 지닌 철도 역사이다.

## 역 주변
- 국도 제38호선

## 역사
- 1907년 10월 25일 : 개업.
- 1987년 4월 1일 : 민영화에 의해, 홋카이도 여객철도로 이관.
- 2019년 3월 16일 : 폐역

## 인접 정차역
| 홋카이도 여객철도 네무로 본선 | 홋카이도 여객철도 네무로 본선 | 홋카이도 여객철도 네무로 본선 |
| ----------------------------- | ----------------------------- | ----------------------------- |
| K42 아쓰나이 신토쿠 방면      | 네무로 본선                   | 샤쿠베쓰 K44 구시로 방면      |